# Anekdotisch bewijs
Anekdotisch bewijs of n=1-onderzoek is een bewijs gebaseerd op een enkel opmerkelijk voorval. De anekdote moet in dat geval een fenomeen of karaktereigenschap verklaren. Vanwege de wet van de kleine aantallen wordt het gezien als een matige onderbouwing.
Het wordt daarmee wel geplaatst tegenover wetenschappelijk bewijs dat is gebaseerd op de wetenschappelijke methode. Daarbij kan anekdotisch bewijs overigens wel als aanleiding dienen om een hypothese op te stellen. Vervolgens moet deze hypothese getoetst worden waarbij de resultaten deze kunnen bevestigen (verificatie) of ontkrachten (falsificatie).
Om op deze manier een wetenschappelijke uitspraak te kunnen doen, is meer data nodig waarmee de wet van de grote getallen in werking kan treden. Overigens hoeft zelfs in dat geval een sterke correlatie niet te betekenen dat er sprake is van causaliteit en geldt ook dit nog niet als wetenschappelijk bewijs. Ondanks dit alles kunnen anekdotes waardevol zijn voor wetenschappelijk onderzoek omdat de observaties van opmerkelijke voorvallen kunnen dienen als inspiratie en beginpunt van dat onderzoek.